# اندیس کاسه ماست ۱
کاسه ماست ۱ یک اندیس غیرفلزی است که در حوالی شهر دال پری استان ایلام قرار دارد و مادهٔ معدنی موجود در آن، بیتومن است.سنگ میزبان این اندیس سنگ آهک است  